# Natalija Golob
Natalija Golob (* 18. Dezember 1986 in Velenje) ist eine slowenische Fußballspielerin.

## Karriere

### Verein
Golob startete ihre Karriere mit dem ŽNK Velenje. 2006 verließ sie Velenje und wechselte in die 1. Slovenska Ženska Nogometna Liga zum ŽNK Slovenj Gradec, wo sie in der Saison 2007/2008 Torschützenkönigin wurde. Nachdem sie in 103 Spielen, 160 Tore für Gradec erzielte, wechselte sie im Sommer 2012 zum ŽNK Radomlje. Nach einem halben Jahr verließ sie Radomlje bereits wieder und wechselte zum österreichischen Bundesligaverein 1. DFC Leoben. Im Sommer fusionierte der 1. DFC Leoben mit dem LUV Graz und sie schloss sich dem Nachfolgerverein SPG LUV Graz/DFC Leoben an.

### Nationalmannschaft
Golob ist A-Nationalspielerin für Slowenien.

## Privates
Ihre Schwester Ana ist ehemalige slowenische Junioren-Nationalspielerin und spielte mit ihr bei ŽNK Slovenj Gradec.